# Dominikia scopula
Dominikia scopula är en skalbaggsart som först beskrevs av Pierre Lesne 1923.  Dominikia scopula ingår i släktet Dominikia och familjen kapuschongbaggar. Inga underarter finns listade i Catalogue of Life.